# Ternate (Cavite)
Ternate is een gemeente in de Filipijnse provincie Cavite. Bij de laatste census in 2007 had de gemeente ruim 20 duizend inwoners.

## Geografie

### Bestuurlijke indeling
Ternate is onderverdeeld in de volgende 10 barangays:
| - Bucana - Poblacion I - Poblacion I A - Poblacion II - Poblacion III | - San Jose - San Juan I - San Juan II - Sapang I - Sapang II |

## Demografie
Ternate had bij de census van 2007 een inwoneraantal van 20.457 mensen. Dit zijn 3.278 mensen (19,1%) meer dan bij de vorige census van 2000. De gemiddelde jaarlijkse groei komt daarmee uit op 2,44%, hetgeen hoger is dan het landelijk jaarlijks gemiddelde over deze periode (2,04%). Vergeleken met de census van 1995 is het aantal mensen met 6.221 (43,7%) toegenomen.

De bevolkingsdichtheid van Ternate was ten tijde van de laatste census, met 20.457 inwoners op 59,93 km², 341,3 mensen per km².